# 中山街道 (荆州市)
中山街道，是中华人民共和国湖北省荆州市沙市区下辖的一个乡镇级行政单位。

## 行政区划
中山街道下辖以下地区：
健康巷社区、江汉北路社区、梅台巷社区、长港路社区、文化坊社区、植物园社区、园林东路社区、平安巷社区、江汉路社区、文化宫社区、和平街社区和黄家塘社区。